# Ayarichi
El Ayarichi es una danza originaria de la región de Tarabuco, en el departamento de Chuquisaca de Bolivia, se baila en la temporada seca, durante las fiestas dedicadas a los santos católicos que dirigen el orden social y cósmico, siendo estos grandes influencias en la conservación de la vida.

## Características
El Ayarichi se ejecuta en rituales. Comprende cuatro músicos-bailarines –que tocan simultáneamente una flauta de Pan y un tambor llamado caja– y unas dos a cuatro bailarinas. De la confección de los trajes se encargan artesanas, que los tejen con suma minuciosidad cuidando hasta el más mínimo detalle. La ejecución de ambos ritos moviliza un vasto conjunto de redes comunitarias que aportan bebidas y alimentos en abundancia. La transmisión de los conocimientos y técnicas musicales y coreográficas a los niños se efectúa generalmente mediante juegos colectivos infantiles y la observación de los adultos.
Instrumentos
La caja, es un tambor que oscila los 20 a 60cm de diámetro, y 10 a 20cm de ancho. Hecho de cuero de chivo, una característica de la caja es que en la contracara atada de extremo a extremo un hilo hecho de cola de caballo, en dicho hilo van amarradas varias ramitas, comúnmente de algarrobo, el cual le da un sonido particular a cada golpe de la caja. 
La flauta de pan
Vestimenta
El varón:
Sombrero, es tradicional que sea de color café y de un color marrón o beige. Del cual va colgando, varias cintas de colores. 
Pañoleta de cuello y cintura, la pañoleta de cuello se lo usaba en faenas del campo, servia para protegerse del sol. En el baile del ayarichi, se usa dos paños grandes de más o menos 47×47, una va en el cuello y otra en la cintura, esta última encima del sincho.
Aymilla, el típico camisón negro yampara, se caracteriza por ser holgado y de una tela ligera. 
Canzola, es un pantalón, confeccionado también por una tela ligera de color beige claro, su característica es que es bastante holgado y el largo va hasta un poco más abajo de las rodillas. 
Sincho o rastra, es un cinturón de cuero vacuno, el cual también sirve de faja, tiene un ancho variable, de entre los 5cm hasta los 15cm, sus característica es que esta adornada con elementos de metal y pinturas de animales del lugar, primordialmente de caballos. 
Unqu y siki unqu, son dos tejidos yamparas, de forma tipo poncho, pero de un tamaño pequeño.  
El unqu va a los hombros, con una abertura en medio para el cuello, este unqu no debe llegar hasta más allá de los hombros, y en la parte inferior solo tiene que llegar a tapar el pecho. Aparte de servir de vestido en el baile, también se lo utiliza en las faenas al aire libr/exterior, resguardandolo del sol,o de maltratos que pudiera sufrir su camison en los hombros al estar traginando lazos o trenzados. Su uso no es del todo indespensable, si no más que todo de trabajos al aire libre. 
El siki unqu, es el segundo tejido yampara, este a diferencia del unqu, este va en la prte inferior del cuerpo y por obvia razón no tiene la abertura en el centro o cuello. Este siki unqu se lo dobla en dos partiendo de las esquinas, llegando a tener una especie de triángulo, al obtenerse esto, con un cinturón o faja pequeña se lo coloca a la cintura, de modo que quede como un trinagulo invertido, se lo coloca en la parte trasera del tren inferior, el largo debe estar por encima de la psrte trasera de las rodillas. El siki unqu a diferencia del unqu, ya que este es indespensable para el yampara y al contrario su uso no pasa de proteger la canzola.

## Reconocimiento por la UNESCO
El 15 de marzo del 2015, Bolivia recibió el reconocimiento como Patrimonio cultural inmaterial de la humanidad al Ayarichi.